# Arroyo de Gaspar
El arroyo de Gaspar es un curso de agua uruguayo, ubicado en el departamento de Artigas, perteneciente a la cuenca hidrográfica del río Uruguay.
Nace en la Cuchilla Guaviyú, y discurre con rumbo sur hasta desembocar en el Arroyo Sarandí, el cual a su vez es afluente del arroyo Yacuy.